# Беляев, Сергей Алексеевич
Серге́й Алексе́евич Беля́ев (29 апреля 1936 — 21 октября 2019) — российский археолог и историк; кандидат исторических наук, ведущий научный сотрудник Института всеобщей истории Российской академии наук, автор 160 научных работ по истории церкви, специалист по Северному Причерноморью в античную и византийскую эпоху, Северной Африке, крещению Руси, русской эмиграции первой волны; потомок дворянского рода Беляевых.
Тесно и плодотворно сотрудничал с Музеями Московского Кремля, стоял у истоков создания научно-образовательного проекта музея — секции «Церковные древности» Международных Рождественских образовательных чтений и являлся его бессменным руководителем на протяжении более 20 лет, один из авторов тома «Православные святыни Московского Кремля в истории и культуре России». (Москва, 2006)

## Биография
Родился 29 апреля 1936 г. в Костроме, где его отец, протоиерей Алексий Беляев (1904—1987) находился в ссылке. Старший брат астронома, в будущем — протоиерея Николая Беляева (1938—2021). Окончил в 1954 году среднюю школу № 1 в городе Скопин Рязанской области, в 1959 году — исторический факультет Ленинградского государственного университета.
В 1970 году защитил кандидатскую диссертацию на тему «Города римской Северной Африки во времена владычества вандалов (по данным Виктора из Виты)». Участник раскопок в Херсонесе с 1961 года, в 1972—1984 годах руководил экспедицией АН СССР в Херсонесе, которая, в частности, определила место крещения Великого князя Владимира. Работал в Ленинградском отделении Института археологии Академии наук, в 1977 году по приглашению академика Б. А. Рыбакова перешёл в основной институт в Москве. Являлся ведущим научным сотрудником Центра по изучению истории религии и церкви Института всеобщей истории Российской Академии Наук.
Как церковный археолог, принимал участие в обретении мощей православных святых, в том числе Патриарха Тихона и митрополита Филарета, оптинских старцев. Был активным противником идентификации «екатеринбургских останков» как останков царской семьи, утверждая, что вместо царской семьи была захоронена некая «купеческая семья».

## Область интересов
- Поздняя Римская империя;
- Раннее христианство (христианская археология);
- История ранней Церкви (архитектура, литургика);
- История Херсонеса;
- Русская эмиграция первой волны.

С 1990-х годов руководил работами по обретению святых мощей угодников Божиих, в том числе преданных поруганию в годы революции и советской власти. Под его руководством было обретено более тридцати святых мощей, в том числе мощи Патриарха Тихона, Оптинских старцев, преподобного Максима Грека, митрополитов Филарета и Иннокентия Московских, архиепископа Иоанна Поммера в Риге.

## Купель князя Владимира
С 1972 по 1984 годы С. А. Беляев был руководителем Херсонесской экспедиции Академии наук СССР и по поручению Президиума АН СССР создал там научно-исследовательскую базу. Ему принадлежит научное открытие, связанное с определением купели, в которой крестился князь Владимир.
С. А. Беляев. «Православный паломник». Где крестился князь Владимир?:

«То, что произошло в Киеве в августе 988 года, является уже следствием принятия христианства самим князем Владимиром, но в другом месте и чуть раньше. Произошло это на Пасху 988 года в Херсонесе, и ни в каком другом месте произойти не могло. „Повесть временных лет“ свидетельствует о том, что князь Владимир принял крещение в Корсуни (так по-славянски назывался Херсонес). Этот византийский город уже в IV веке, при императоре Константине Великом, был главным центром христианства во всей Восточной Европе.»
— С.А. Беляев